# ホルスト＝ギュンター・フォン・ファッソング
ホルスト＝ギュンター・フォン・ファッソング（ドイツ語: Horst-Günther von Fassong, 1919年4月1日 - 1945年1月1日）は、ドイツ空軍の軍人。第二次世界大戦で136機を撃墜したエース・パイロットであり、その功績から騎士鉄十字章を受賞した。

## 生涯
1919年4月1日、カッセルで誕生した。ドイツ空軍に入隊後、第51戦闘航空団（JG 51）/第3中隊に配属された。1941年7月3日、ラハチョウでI-16を撃墜。これがフォン・ファッソングの記録上の初戦果である。7月13日、MiG-3を撃墜した後、第10中隊に転属した。1944年初頭、第11戦闘航空団（JG 11）/第7中隊に配属された。5月28日、B-17を撃墜。その後、JG 11/第III飛行隊の飛行隊長に任命された。7月15日、Il-2mH.を撃墜。7月27日、騎士鉄十字章を受賞した。
1945年1月1日、ボーデンプラッテ（大鉄槌）作戦に参加し、マーストリヒト周辺で交戦した。フォン・ファッソングの僚機のアーミン・ミーリング伍長は、フォン・ファッソングが搭乗するフォッケウルフ Fw190 A-8（Werknummer 682 792-工場番号）がアシュの上空で2機のP-47 サンダーボルトに撃墜されたと報告した。フォン・ファッソングたちは6機のP-47に急襲されたとき、15～20メートル（49～66フィート）の高度で飛行していた。フォン・ファッソングのフォッケウルフ Fw190 A-8は被弾してすぐに炎上し、大きな炎の玉となり墜落した。
スピックによると、フォン・ファッソングは136機を撃墜し、そのうち90機は東部戦線で、重爆撃機4機を含む46機は西部戦線で撃墜した。オーベルマイアーによれば、75機、もしくは約80機を撃墜し、その中には重爆撃機4機を含む西部戦線での10機の撃墜も含まれている。

## 叙勲
- 空軍名誉杯（1943年9月20日）
- ドイツ十字章金賞
- 騎士鉄十字章（1944年7月27日）：第11戦闘航空団/第III飛行隊の飛行隊長の大尉として